# Nebulosa Cabeça da Bruxa
IC 2118  (também conhecida como Nebulosa Cabeça de  Bruxa, devido  à sua forma), é uma nebulosa de reflexão extremamente fraca. Acredita-se que um resíduo de supernova antiga ou nuvem de gás  iluminada  por  estrelas  próximas a supergigante Rigel  da constelação de Órion. Fica na constelação Eridanus, cerca de 900 anos-luz da Terra. A natureza  das partículas de poeira, refletindo a luz  azul  melhor do que o vermelho, é um fator em dar  à Cabeça de Bruxa sua cor azul. Observações  mostram que a emissão de monóxido de carbono em toda  parte  substancial  desta nebulosa é um  indicador  da presença de nuvens moleculares e a  formação de estrelas na nebulosa.